# Gare d'Ebina
La gare d'Ebina (海老名駅, Ebina-eki) est une gare ferroviaire de la ville d'Ebina, dans la préfecture de Kanagawa, au Japon. La gare est desservie par les lignes des compagnies JR East, Odakyū et Sōtetsu.

## Situation ferroviaire
La gare d'Ebina est située au point kilométrique (PK) 15,9 de la ligne Sagami, au PK 42,5 de la ligne Odakyū Odawara et au PK 24,6 de la ligne principale Sōtetsu.

## Histoire
La gare a été inaugurée le 25 novembre 1941 comme terminus des chemins de fer Jinchū (神中鉄道), ancêtres de la compagnie Sōtetsu. La gare de la ligne Odawara ouvre le 1er avril 1943 et celle de la ligne Sagami le 21 mars 1987.

## Services aux voyageurs

### Accès et accueil
La gare dispose d'un bâtiment voyageurs, avec guichet, ouvert tous les jours.

### JR East
- Ligne Sagami :
  - voie 1 : direction Chigasaki
  - voie 2 : direction Hachiōji

### Odakyū
- Ligne Odakyū Odawara :
  - voies 1 et 2 : direction Odawara
  - voies 3 et 4 : direction Shinjuku

### Sōtetsu
- Ligne principale Sōtetsu :
  - voies 1 et 2 : direction Yamato, Futamatagawa et Yokohama

## Dans les environs
- Romancecar Museum